# NGC 1156
NGC 1156 je galaksija u zviježđu Ovan.

## Vanjske poveznice
- SEDS: NGC 1156